# Amblyopone awa
Amblyopone awa  (лат.) — вид мелких земляных муравьёв из подсемейства Amblyoponinae.

## Распространение
Южный Китай: провинция Юньнань (Цанъюань-Ваский автономный уезд, Симын-ваский автономный уезд); Тибет, уезд Ньингчи (до 2380 м).

## Описание
Длина тела около 4 мм. Основная окраска красновато-коричневая (усики и ноги светлее, жёлтовато-коричневые). Голова длиннее своей ширины, трапециевидная, расширенная кпереди: длина головы (HL) 0,78—0,90 мм, ширина головы (HW) 0,65—0,75 мм. Глаза мелкие. Усики короткие, 12-члениковые. Мандибулы длинные, узкие, жало хорошо развито. Клипеус с рядом из мелких зубчиков по переднему краю. Стебелёк между грудкой и брюшком состоит из одного узловидного членика (петиоль). Гнездятся в почве, под камнями, семьи малочисленные.
Вид был впервые описан в 2012 году китайскими мирмекологами Сюй Чжэнхуэем и Чу Цзяоцзяо. Близок к виду Amblyopone silvestrii (Wheeler). Название вида A. awa происходит от названия народа «Awa», живущего в месте обнаружения нового таксона.